# Orde van de Kroon (Joegoslavië)
Koning Alexander I van Joegoslavië stichtte op 5 april 1930 een Orde van Verdienste met de naam "Orde van de Joegoslavische Kroon" (Servisch: Орден Југословенске Круне/Orden Joegoslovenske Kroene). Het Koninkrijk Joegoslavië was in de plaats getreden van het Koninkrijk der Serven, Kroaten en Slovenen zoals dat sinds 1918 en de verdragen van Sèvres en Saint-Germain bestond. In 1929 dwong een politieke crisis de koning om meer de nadruk te leggen op de eenheid van het koninkrijk.
De Orde van de Joegoslavische Kroon kreeg de gebruikelijke vijf graden:
- Eerste Klasse of Grootkruis
- Tweede Klasse of Grootofficier
- Derde Klasse of Commandeur
- Vierde Klasse of Officier
- Vijfde Klasse of Ridder

Men verleende de in 1945 door de Volksrepubliek Joegoslavië opgeheven onderscheiding aan burgers voor hun verdiensten voor kroon, natie en nationale eenheid. Ook buitenlanders konden voor hun verdiensten voor Joegoslavië worden opgenomen in deze Orde.
De Orde van de Joegoslavische Kroon was hoger in rang dan de oudere van Servië overgenomen Orde van Sint-Sava.
De in 1945 geboren troonpretendent, Kroonprins Alexander van Joegoslavië voert de titel "Grootmeester van de Orde van de Kroon". De Orde is daarom ook als een Huisorde van het vroeger regerende geslacht der Karadjordjevic te beschouwen.

## De versierselen van de Orde van de Joegoslavische Kroon
Het in de vorm van een bloem gesculptureerde, wit geëmailleerde geschulpt gouden vierarmige kruis draagt in het midden een medaillon met daarop een gouden met kleine edelsteentjes bezette koningskroon.In de armen is een met gouden besjes bezette groen geëmailleerd gouden lauwerkrans gelegd. Als verhoging is een gestileerde lauwerkrans gebruikt. De versierselen zijn zeer kostbaar en fraai uitgevoerd. Het lint is van blauwe gewaterde zijde.

De ster is van goud en draagt het kruis van de orde zonder de verhoging.

## Gedecoreerden
- Friedrich-Wilhelm Krüger, (Grootofficier)
- Hans Heinrich Lammers, (Grootkruis)
- Artur Phleps, (Commandeurskruis)
- Franz Halder, (Grootkruis)
- Erhard Milch, (Grootkruis)
- Walther von Brauchitsch, (Grootkruis)
- Nikolaus von Falkenhorst, (Commandeurskruis)

Orde van de Heilige Prins Lazarus · Orde van de Ster van Karageorge · Orde van Milos de Grote · Orde van de Witte Adelaar · Orde van het Kruis van Takawo · Orde van Sint-Sava · Orde van de Joegoslavische Kroon · Onderscheiding van Prinses Nathalie · Onderscheiding van Koningin Nathalie
Zie ook: Ridderorden in Servië · Ridderorden in Joegoslavië